# Salten (Norwegen)

Verwaltungsgebiet Salten (dunkelblau)

Salten ist eine Region im Fylke Nordland in Nordnorwegen. Sie umfasst das Gebiet rund um den Saltfjord.

## Geografie
Salten liegt im Zentrum Nordlands am Saltfjord und dessen Fortsetzungen im Landesinneren, dem Skjerstadfjord und dem Saltdalsfjord. Insgesamt setzt sich die Region aus den Kommunen Meløy, Gildeskål, Bodø, Beiarn, Saltdal, Fauske, Sørfold, Steigen und Hamarøy zusammen. Gildeskål, Beiarn und Saltdal liegen dabei südlich des Fjords, Sørfold, Steigen und Fauske im Norden. Lediglich Bodø erstreckt sich über beide Uferseiten.
Das Terrain der Region ist von hohen Erhebungen geprägt, so etwa der Suliskongen mit einer Höhe von 1907,3 moh. in Fauske. An der Küste fällt das Gebiet steil ab, meist gibt es dort nur einen schmalen Küstenstreifen. Es schneiden sich vielerorts Fjorde in das Festland ein, vor der Westküste liegen außerdem viele Inseln. Mit dem Junkerdal-Nationalpark liegt ein gesamter Nationalpark in der Kommune, zudem befindet sich auch ein Teil des Saltfjellet-Svartisen-Nationalparks in der Region Salten.

## Bevölkerung
Die Bevölkerung Saltens verteilt sich hauptsächlich auf die flachen Gebiete an der Küste und entlang der Fjorde. Auch in den Tälern Saltdalen und Beiardalen im Süden gibt es eine dichtere Besiedlung. Hauptort der von Salten ist die Stadt Bodø, die auch als Verwaltungszentrum des Fylkes Nordland dient. Im Jahr 2019 lebten dort 41.720 Personen. Weitere größere sogenannte Tettsteder sind die Ortschaften Fauske (6314 Einwohner), Løding (3107) und Rognan (2587).
Es gibt in der Region Salten Gemeinden mit Bokmål als offizielle Schriftsprache und welche, die sich in dieser Frage neutral verhalten, also weder Bokmål noch Nynorsk als offizielle Variante verwenden.

## Geschichte
Von Mitte des 17. Jahrhunderts bis zum Ende des 19. Jahrhunderts erstreckte sich das Gebiet der Salten fogderi, also der Vogtei Salten, weiter bis an die Grenze zwischen Nordland und Troms. Heute ist dieser nördliche Bereich Teil der Landschaft Ofoten.

## Wirtschaft und Infrastruktur

### Verkehr
Durch Salten führt in Süd-Nord-Richtung die Europastraße 6 (E6), die in Norwegen vom Südosten des Landes bis an die russische Grenze führt. Durch verschiedene Fylkesveier und Riksveier ist die Anbindung aus den Gemeinden an die E6 gewährleistet. Für den Verkehr werden in küstennahen Bereichen oft auch Boote und Fähren eingesetzt. In Bodø liegt mit dem Hafen von Bodø eine Anlegestelle der Hurtigruten und ein Bahnhof, der von Zügen der Nordlandsbanen angefahren wird. Er wurde ab 1961 für den Güterverkehr eingesetzt. Bei Bodø befindet sich außerdem der Flughafen Bodø.

### Wirtschaft
Die Landwirtschaft stellt in großen Teilen der Region eine wichtige Einnahmequelle dar. Dabei sind vor allem die Rinder- und Schafhaltung von Bedeutung. Die Ackerflächen werden unter anderem für den Futteranbau und den Anbau von Kartoffeln verwendet. Vor allem in Beiarn und Saltdal ist auch die Forstwirtschaft verbreitet. Entlang der Küste ist vielerorts die Fischerei Grundlage für das Einkommen. Die industrielle Produktionen ist vor allem in Bodø, Saltdal, Sørfold und Fauske ausgebaut. Während in Bodø verschiedene Industriezweige vorhanden sind, gibt es in den weiteren Kommunen dominierende Branchen, wie etwa in Sørfold durch das Unternehmen Elkem oder in Saltdal durch den Kabelproduzenten Nexans.
Des Weiteren ist der Betrieb von Wasserkraftwerken weit verbreitet. Das größte ist das Wasserkraftwerk Kobbelv am See Kobbvatnet in der Gemeinde Sørfold. Es wird seit 1987 genutzt und hat eine jährliche Durchschnittsproduktion von 743 GWh.

## Name
Der Name der Region wird seit dem Mittelalter verwendet. Er dient nicht nur als Bezeichnung für die Region, sondern auch als Name für den Fjord, einen Fluss sowie ein Tal. Es ist unklar, welche geografische Einheit den Namen als erstes bekam. Auch ist nicht gesichert, was die altnordische Form Salfti oder auch Salpti bedeutet.